# 私立應南学院高等部
私立應南学院高等部（しりつおうながくいんこうとうぶ）は、2008年10月に結成された、日本の3人組男子高校生コンセプトのボーカルユニット。大阪を中心に活動を行っている。所属事務所はレイズイン。レーベルはSouth to North Factory。三重県名張市観光大使。

## 概要
以前から、舞台俳優やラジオDJなど、様々な活動をしていた3人が、さらに表現の場を広げるため2008年夏に結成。2012年4月4日にデビューシングルをリリース。「男子高校生」というコンセプトで、大阪を中心に活動中。近年では、大阪だけでなく、関西一円（神戸・奈良・三重）や、愛知・北海道と活動範囲を広げている。
ファンの事は「應学ファミリー」と呼んでいる。
2014年から、主催イベント「バラエティーショーライブ」（通称：VSL）という、従来のLIVEイベントとは一線を画す、斬新な企画。吉本新喜劇に近いような、ドリフに近いような、バラエティコントを見ている感覚のイベント。
2016年の10月に、三重県名張市の観光大使に就任。

## メンバー
基本フォーメーション：左からユキヤ、ユウキ、サトシ
| 人名                         | 担当     | カラー   | 備考           |
| ---------------------------- | -------- | -------- | -------------- |
| 米澤勇気 （よねざわ ゆうき） | ボーカル | レッド   | - 大阪府出身。 |
| 三木智史 （みきさ とし）     | ボーカル | ブルー   | - 三重県出身。 |
| 松村幸哉 （まつむら ゆきや） | ボーカル | イエロー | - 奈良県出身。 |

## 略歴
- 2008年10月 - 学生時代から同級生だった、米澤勇気と三木智史が、役者仲間である松村幸哉を誘い、グループ結成。
- 2009年3月29日 - 限定シングル『Dispatch Anshinder』を発売。
- 2012年4月4日 - デビューシングル『BOCHI-BOCHI』を発売。
- 2013年3月19日 - 関西テレビザキヤマ★オカダのマル金コンサルタントに出演。
- 2014年7月2日 - セカンドシングル『君の知らないハイジャンプ』を発売。
- 2016年1月23日 - サードシングル『Party!!!』を発売（会場限定シングル）。
- 2016年4月6日 - フォースシングル『雨粒ひとつ』を発売。

## ディスコグラフィ

### デビュー前の限定CD
- 『Dispatch Anshinder』 - 2009年3月29日に、ライブ会場限定で発売されたCD。三重県名張市のローカルヒーロー「119団アンシンダー」の主題歌をカバーしたもの。カップリングは、私立應南学院高等部の初オリジナル曲『Moon Light』（作詞・米澤勇気／作曲・岩崎裕史）を収録。

## 出演

### テレビ番組
- ザキヤマ★オカダのマル金コンサルタント(2013年3月19日 関西テレビ)

### ラジオ番組
- Morning Plus/あさナバ/Morning Radio 83.5（2006年4月24日 - FMなばり）[注釈 1]
- 音遊塾ポッドキャスト（2012年8月14日 - ）

### 過去のラジオ番組
- Evening Jam（2006年4月24日 - 2008年6月3日 FMなばり）[注釈 2]
- Weekend Groove「ユウキ少年のAfter School」（2008年6月7日 - 2009年5月30日 FMなばり）[注釈 3]
- サタデーナイトガーリーズ （2010年4月3日 - 9月25日 Kiss-FM KOBE）[注釈 4]

- 音遊塾内ラジオドラマ 「夢ヂカラ」 [注釈 5]
- 私立應南学院高等部放送部(2012年11月7日 - 2013年3月27日 FM愛知)
- ハマる！T-NIGHT！ (2013年4月3日 - 2014年3月26日 FM愛知)
- T-NIGHT!MUSIC (2014年4月2日 - 2014年12月25日 FM愛知) [注釈 6]
- CRK ミュージックヘッズ (2015年4月2日 - 2015年12月31日 ラジオ関西) [注釈 7]

### 出演ライブ
※自主企画のみ掲載
- ワンマンライブ「應学＠2周年＠感謝祭」（2010年11月6日）
- リリースパーティー「ライブの恥はかき捨て！～ボチボチいこか、1限目～」（2012年3月31日）
- ミニワンマンライブ「きんぎん應学・100歳100歳」（2013年02月17日）
- ワンマンライブ「101歳★應学大行進！」（2013年03月03日）
- 私立應南学院高等部バラエティーショーライブVol.1「音楽室で…爆SHOW★しま笑！」（2014年9月25日）
- 私立應南学院高等部バラエティーショーライブVol.2「ちょっと早いけど〜2015年度入学式〜」（2015年3月21日〜22日）
- 私立應南学院高等部バラエティーショーライブVol.3「秋の大文化祭・2015」（2015年10月24日〜25日）
- 私立應南学院高等部バラエティーショーライブVol.4「2016年度入学式〜桜舞い散る下克上〜」（2016年4月16日〜17日）
- 私立應南学院高等部バラエティーショーライブVol.5「秋の大文化祭・2016 〜北の大地からの転校生〜」（2016年11月5日〜6日）
- 私立應南学院高等部バラエティーショーライブVol.6「2017年度・入学式〜タッチ・ザ・リアル・4D！あなたと私で幽体離脱〜」（2017年4月8日〜9日）
- 私立應南学院高等部バラエティーショーライブVol.7「芸術フェスティバル2017～ま、まさか、今回はマジメか！？～」（2017年11月11日〜12日）
- 私立應南学院高等部バラエティーショーライブVol.8「2018年度入学式～なに？の☆プリンスさまっ♪マジLOVE1000%～」（2018年3月10日〜11日）
- 私立應南学院高等部バラエティーショーライブVol.9「秋の大文化祭2018〜サヤカと雪の女王〜」（2018年10月20日〜21日）
- 私立應南学院高等部バラエティーショーライブVol.10「2019年度遅すぎる入学式〜学園七不思議！ユキコのお化け屋敷〜」（2019年6月8日〜9日）
- 私立應南学院高等部バラエティーショーライブVol.11「秋の大文化祭2019〜おかきはライバル・マックスチーズ〜」（2019年11月9日〜10日）
- 私立應南学院高等部バラエティーショーライブVol.12「2020年度入学式〜イナちゃんマコちゃんごきげんテレビ～ステイホームで入学式・タンバリンを添えて～」（2020年6月6日〜7日）
- 私立應南学院高等部バラエティーショーライブVol.13「2020秋の大披露宴2020〜Happy Farm Wedding〜」（2020年11月7日〜8日）
- ド頭xxxxxxxxxx Presents 「新春クライマックス-2021-」（2021年1月3日）
- 私立應南学院高等部バラエティーショーライブVol.14「キョンシーは陰陽師の夢を見るか？」（2021年2月12日〜13日）
- ド頭xxxxxxxxxxワンマンライブ「闇鍋クライマックスVol.1」（2021年3月27日）
- バラエティーショーライブみたいなものVol.1「闇鍋クライマックス番外編〜文化祭〜」（2021年10月2日〜3日）
- ド頭xxxxxxxxxxワンマンライブ「闇鍋クライマックスVol.3」（2022年6月12日）
- 私立應南学院高等部バラエティーショーライブVol.15「2022年度文化祭〜2.4時間VSL シアター愛はOMを救う〜」（2022年10月22日〜23日）

### 舞台
- 私立應南学院高等部プロデュース LIVE SHOW Vol.1
「Soul Conductor」ーソウル・コンダクターー (2009年10月2日〜3日 於：ロクソドンタブラック)